# Internationale Lichttage Winterthur
Die Internationalen Lichttage Winterthur (ILTW) waren eine 2004, 2007 und 2010 in Winterthur stattfindende Lichtkunst-Veranstaltung. Die Lichttage gehörten neben Arbres et Lumières in Genf (seit 2001) und Les Yeux de la Nuit in Genf (2005 bis 2010) zu den Festivals in der Schweiz, die mit Ausstellungen im öffentlichen Raum den reflektierten Einsatz von Kunstlicht in Kunst, Design und Architektur thematisieren. Träger der Internationalen Lichttage war ein gemeinnütziger Verein, der sich nach der Stornierung der städtischen Unterstützungsbeiträge für das Festival 2013 aufgelöst hat. Es war das grösste Festival dieser Art in der Schweiz.

## Internationale Lichttage 2004
5. November bis 5. Dezember 2004 – Die Ausstellung Licht-Raum im Gewerbemuseum war der Phänomenologie des Lichts gewidmet. Ausgangspunkt waren experimentelle Anordnungen, die verschiedenste Lichtqualitäten erfahrbar machten. Die Entwicklung der Leuchtmittel von der natürlichen Flamme bis zur leuchtenden Folie und ihrer Lichtwirkungen führte zu einem weiteren Ausstellungsteil, in dem die Grundlagen zeitgenössischer Lichtgestaltung im Zusammenspiel von Tages- und Kunstlicht in einer begehbaren Wohn- und Arbeitslandschaft gezeigt wurden. Die Workshops zur Lichtgestaltung, die in Kooperation mit dem Netzwerk „European Lighting Designers’ Association“ (ELDA+) organisiert wurden, entwickelten für ausgesuchte Plätze, Gebäude und Räume im ehemaligen Industriequartier „Sulzer-Areal“ Lichtlösungen, die mit neuen, zukunftsfähigen Materialien umgesetzt wurden. Susanna Attico, Uwe Belzner, Henrietta Lynch, Linnaea Tillett, Michael Schmidt und Christian Vogt schufen mit Studierenden aus aller Welt temporäre Lichtgestaltungen. Die Ergebnisse wurden zwei Wochen lang der Öffentlichkeit präsentiert. Zu dem Thema „Revitalisierung industrieller Standorte“ fand am 18. November 2004 eine Tagung statt, die in Kooperation der Internationalen Lichttage mit der „Schweizer Licht Gesellschaft“ (SLG) und der „European Lighting Designers’ Association“ (ELDA+) entwickelt worden war. Das Sulzer-Hochhaus (Wintower), von Bruno Stefanini, wurde anlässlich der Internationalen Lichttage Winterthur vom Künstler Christopher T. Hunziker als städtebauliche Lichtinstallation „LICHT“, für 10 Tage zur leuchtenden Stadtkrone.

## Internationale Lichttage 2007
3. bis 25. November 2007 – Unter dem Titel Von Ort zu Ort entstand ein Parcours durch Parks, Villen und Museen in Winterthur. Im Mittelpunkt stand die künstlerische Praxis mit Kunstlicht als Material. Kuratorin war Yvonne Ziegler. Zu sehen waren Arbeiten von André Bless, Siegrun Appelt, Pedro Cabrita Reis, Sylvie Fleury, Gunda Förster, Tue Greenforts, Mark Handforth, Jeppe Hein, Katharina Hohmann, Yoshiaki Kaihatsu und Zilla Leutenegger. Die Dokumentation ist bei der Stiftung Edition Winterthur erschienen. Das „Licht-Symposium“ am 19. November diskutierte „Atmosphäre versus Sehkomfort und Energieeffizienz“ und wurde in Zusammenarbeit mit der Architekturzeitschrift Hochparterre und dem Leuchten-Hersteller Zumtobel organisiert. Das Symposium wurde von einem Hochparterre-Sonderheft begleitet.

## Internationale Lichttage 2010
5. bis 28. November 2010 – Unter dem Thema Fuochi Artificiali hatte die Kuratorin Dorothee Messmer Künstler, Designer und Architekten eingeladen. Zu sehen waren Arbeiten von Alex Hanimann, Li Hui, Christopher T. Hunziker, Johannes Gees, Glaser/Kunz, San Keller, Olaf Nicolai, Ursula Palla, Miriam Prantl, Philippe Rahm, Ron Temperli, Ernst Thoma, Christian Vogt und Thomas Sonderegger. Studierende der Zürcher Hochschule für Angewandte Wissenschaften unter Leitung von Paul Bürki und Amadeo Sarbach und Studierende der Hochschule Konstanz Technik, Wirtschaft und Gestaltung unter der Leitung von Prof. Myriam Gautschi und Mario Rechsteiner sowie Studierende der Zürcher Hochschule der Künste entwickelten eigenständige Beiträge zu den Internationalen Lichttagen. In der Zusammenarbeit der Schweizer Lichtgesellschaft und der Zeitschrift Hochparterre wurden parallel zum Ausstellungsprogramm Fachveranstaltungen in den Themenfeldern Lichttechnik, Architekturlicht und Stadtlicht ausgerichtet. Die Lichttage 2010 wurden von der Stadt Winterthur mit rund 250'000 Franken unterstützt.

## Internationale Lichttage 2013
Die Internationalen Lichttage 2013 wurden nach Streichung des städtischen Beitrags im Rahmen eines Sparprogramms abgesagt. Der Verein, der die Lichttage durchgeführt hat, hat sich aufgelöst, wodurch eine spätere, erneute Durchführung unwahrscheinlich ist.

## Dauerhafte Installationen im öffentlichen Raum
Installationen von Jeppe Hein (2007), Pedro Cabrita Reis (2010) und Olaf Nicolai (2010) wurden von der Stadt Winterthur angekauft und sind in permanente Installationen überführt worden.

## Prix Lumière der Schweizer Lichtgesellschaft
Alle zwei Jahre vergibt die Schweizer Lichtgesellschaft den „Prix Lumière“, mit dem hervorragende Architekturlichtlösungen gewürdigt werden. Die Preisverleihung fand 2006 und 2010 im Rahmen der Internationalen Lichttage statt, von 2013 an wird die Preisverleihung alle zwei Jahre in Winterthur stattfinden. Es ist die einzige Lichtdesign-Auszeichnung in der Schweiz. Die Preisträger 2006 waren Vogt und Partner aus Winterthur, Armstein und Wahltert aus Zürich und Lichtkunstlicht aus Bonn, 2009 Ernst Baseler und Partner aus Zürich, Hellraum aus St. Gallen und Aebi & Vincent Architekten aus Bern, 2011 Armstein und Wahltert aus Zürich und das Architekturbüro Johann Frei.

## Rezeption in den Medien
Unter anderem Radio DRS 1, Radio DRS 2, NZZ, Tages-Anzeiger, Hochparterre, Der Landbote und Radio Stadtfilter haben über die letzte Ausgabe der Lichttage berichtet. Bereits bei der ersten Ausgabe hat das Schweizer Fernsehen mit einem Beitrag in der Nachrichtensendung Schweiz aktuell über die Lichttage berichtet.